# Karin Stigsdotter
Karin Birgitta Karolina Stigsdotter, född Stigsson den 5 februari 1965 i Borås, död den 31 mars 2007 i Göteborg, var en svensk skådespelare.

## Filmografi
- 1996 – Istider (kortfilm)
- 2000 – Tillsammans
- 2001 – En sång för Martin
- 2003 – Tillfällig fru sökes